# Джеффрі Мелман
Джеффрі Мелман (англ. Jeffrey Mehlman; нар. 1944 р., Нью-Йорк) — американський літературний критик та історик ідей.

## З біографії
Викладав у Корнельському університеті, Єльському університеті та Університеті Джона Гопкінса, нині (стан: 2022 р.) є професором французької літератури в Бостонському університеті.
Працював запрошеним професором у Гарвардському університеті, Каліфорнійському університеті в Берклі, Аспірантському центрі CUNY, Вашингтонському університеті в Сент-Луїсі та Массачусетському технологічному інституті.
Протягом кількох років він писав імпліцитну історію спекулятивної інтерпретації у Франції у формі серії читань канонічних літературних творів.
Численні переклади Мелмана, починаючи з його збірки French Freud (Yale French Studies 48, 1973), зіграли важливу роль у рецепції французької думки в англомовному середовищі.

## Оцінка доробку
«Структурне дослідження автобіографії» Мелмана було описане Томом Конлі як «перше велике англомовне дослідження, що включає структуралізм як метод і мету». Поль де Ман назвав «Революцію та повторення» «однією з блискучих і цікавих книжок останніх років» (задня обкладинка), а Грегорі Ульмер у своїй статті про «десять найкращих експериментальних есе» назвав цю книгу «потужним» внеском у «літературну критику» за останні півстоліття". «Спадщина: про антисемітизм у Франції» була перекладена французькою та японською мовами та стала предметом полеміки за участю журналів Tel Quel та La Quinzaine littéraire, а також потрапила на першу сторінку Le Monde, коли вона з'явилася французькою мовою у 1984 році. Джордж Стайнер, рецензуючи «Вальтера Бен'яміна для дітей» у літературному додатку до Times, відзначив у книзі «схоластичну гостроту й дотепність, подібні до самого Бен'яміна», вітаючи в ній «родзинку» «ерудиції та грайливого інтелекту». Нарешті, Стенлі Гофман писав у журналі Foreign Affairs про «Емігранта Нью-Йорку», що «попередні спроби професорів літератури зайнятися культурою не завжди приводили до таких захопливих робіт, як ця».

## Нагороди
Він отримав стипендії Гуггенхайма та Фулбрайта. У 1994 році уряд Франції відзначив його Орденом академічних пальм.

## Опубліковані праці
- A Structural Study of Autobiography: Proust, Leiris, Sartre, Lévi-Strauss (Cornell University Press, 1974)
- Revolution and Repetition: Marx, Hugo, Balzac (University of California Press, 1977)
- Cataract: A Study in Diderot (Wesleyan University Press, 1979)
- Legacies: Of Anti-Semitism in France (University of Minnesota Press, 1983)
- Walter Benjamin for Children: An Essay on His Radio Years (University of Chicago Press, 1993)
- Genealogies of the Text: Literature, Psychoanalysis, and Politics in Modern France (Cambridge University Press, 1995)
- Émigré New York: French Intellectuals in Wartime Manhattan, 1940—1944 (Johns Hopkins University Press, 2000)
- Adventures in the French Trade: Fragments Toward a Life (Stanford University Press, 2010)